# Santa Maria delle Carceri
Santa Maria delle Carceri és una basílica a Prato (municipi toscà), projectada per l'arquitecte Giuliano da Sangallo i construïda a partir del 1485. És un dels primers exemples basats en una planta en creu grega a l'arquitectura del Renaixement. Al seu torn, segons l'historiador anglès Geoffrey Scott, representa un dels últims exemples de la primera fase del Renaixement, iniciada per Filippo Brunelleschi amb la Capella Pazzi a Florència, també a la Toscana. De fet, l'església de Prato té una clara relació formal amb la Capella, de la que pren diversos elements, com ara la petita cúpula acabada exteriorment amb una teulada cònica, les llanternes circulars al tambor que l'aixeca, i la motlluració general de l'interior i l'exterior.

## Història
Segons la tradició, el 6 de juliol de 1484, una imatge pintada de la Madonna i el Nen, situada en una paret de la presó pública (carceri) de Prato, va començar a bellugar-se als ulls d'un nen local. Per això, es va decidir la construcció d'una basílica en aquell lloc per celebrar l'esdeveniment. Llorenç el Magnífic, senyor de la República de Florència, va imposar un disseny del seu arquitecte favorit, Giuliano da Sangallo. La seva proposta es basava en una planta de creu grega inspirada en la Capella Pazzi i en les obres teòriques de Leon Battista Alberti; Sangallo va utilitzar la mateixa idea per al seu primer projecte de la Basílica de Sant Pere al Vaticà, finalment acabada per Miquel Àngel. El mateix model va inspirar al seu germà Antonio da Sangallo el Vell per a l'església de la Madonna di San Biagio a Montepulciano.
L'interior de l'església es va completar de 1486 a 1495, mentre que els exteriors van quedar inacabats el 1506. La part superior del braç occidental es va completar a finals del segle xix seguint el disseny original de Sangallo.

## Exterior
L'església té quatre braços de mida igual, amb una petita cúpula sobre el creuer. El recobriment extern és típicament bicromat com en molts altres edificis de la Toscana, amb marbre blanc i verd, una solució que ja s'usava al romànic i gòtic toscans. La part inferior mostra una decoració emmarcada que originalment s'havia de reproduir a la zona superior, acabant amb un timpà (es pot veure només en un braç). La petita cúpula, d'inspiració brunelleschiana, té un tambor amb dotze finestres circulars i una coberta cònica rematada per un llanternó. El petit campanar va ser fet entre 1777 i 1780 per Francesco Valentini.

## Interior
L'interior presenta un solemne ambient típic del primer Renaixement, amb els quatre braços que parteixen de la sala central cúbica, rematats per la cúpula semiesfèrica. Totes les arestes estan marcades per falses columnes amb preciosos capitells, els entaulaments dels quals subratllen la volta.
El pinyó de cada braç està decorat per vitralls dissenyats per Domenico Ghirlandaio (1491). L'entaulament té un fris amb festons i escuts d'armes de majòlica del taller d'Andrea della Robbia; della Robbia va ser també autor dels tondi amb Evangelistes (1491), a les petxines de la cúpula. Aquest últim té una balustrada creant un efecte prospectiu que amplia la percepció de l'espai.
L'altar major, dissenyat per Sangallo a partir de l'existent al Panteó de Roma, és de marbre blanc. El retaule és el fresc del miracle que va originar la construcció de la basílica, que representa la Madonna amb el Nen entre els sants Lleonard i Esteve (1330-1340).
Els braços del presbiteri acaben amb una balustrada de Bernardo Buontalenti (1588), flanquejada per dos altars de pedra (1575). A la sagristia hi ha un fresc del 1420, i algunes sales de l'antiga presó.